# Bezzia nyasae
Bezzia nyasae är en tvåvingeart som först beskrevs av John William Scott Macfie 1932.  Bezzia nyasae ingår i släktet Bezzia och familjen svidknott. Inga underarter finns listade i Catalogue of Life.